# Маттітук (Нью-Йорк)
Маттітук (англ. Mattituck) — переписна місцевість (CDP) в США, в окрузі Саффолк штату Нью-Йорк. Населення — 4322 особи (2020).

## Географія
Маттітук розташований за координатами 41°0′1″ пн. ш. 72°32′28″ зх. д. / 41.00028° пн. ш. 72.54111° зх. д. (41.000401, -72.541176).  За даними Бюро перепису населення США в 2010 році переписна місцевість мала площу 24,24 км², з яких 23,30 км² — суходіл та 0,94 км² — водойми.

## Демографія
Згідно з переписом 2010 року, у переписній місцевості мешкало 4219 осіб у 1693 домогосподарствах у складі 1210 родин. Густота населення становила 174 особи/км².  Було 2495 помешкань (103/км²).
Расовий склад населення:
| - 93,6 % — білих - 1,6 % — чорних або афроамериканців - 0,9 % — азіатів - 2,6 % — осіб інших рас |

До двох чи більше рас належало 1,4 %. Частка іспаномовних становила 6,8 % від усіх жителів.
За віковим діапазоном населення розподілялося таким чином: 20,5 % — особи молодші 18 років, 59,7 % — особи у віці 18—64 років, 19,8 % — особи у віці 65 років та старші. Медіана віку мешканця становила 47,4 року. На 100 осіб жіночої статі у переписній місцевості припадало 98,2 чоловіків;  на 100 жінок у віці від 18 років та старших — 96,3 чоловіків також старших 18 років.
Середній дохід на одне домашнє господарство  становив 103 201 долар США (медіана — 75 391), а середній дохід на одну сім'ю — 123 703 долари (медіана — 95 701). За межею бідності перебувало 3,3 % осіб, у тому числі 0,0 % дітей у віці до 18 років та 2,7 % осіб у віці 65 років та старших.
Цивільне працевлаштоване населення становило 2104 особи. Основні галузі зайнятості: освіта, охорона здоров'я та соціальна допомога — 24,4 %, мистецтво, розваги та відпочинок — 16,1 %, роздрібна торгівля — 11,4 %, науковці, спеціалісти, менеджери — 11,1 %.